# Гил Гандерсон
Гил Гандерсон (енгл. Gil Gunderson) је измишљени лик из серије Симпсонови, коме глас позајмљује Дан Кастеланета.
У серијама Симпсонови Гил игра продавца различитих ствари.